# Polygala acuminata
Polygala acuminata är en jungfrulinsväxtart som beskrevs av Carl Ludwig von Willdenow och Chod.. Polygala acuminata ingår i släktet jungfrulinssläktet, och familjen jungfrulinsväxter. Inga underarter finns listade i Catalogue of Life.